# Hans Reinhard Graf von Kageneck
Hans Reinhard Graf von Kageneck (* 24. November 1902 in Freiburg; † 15. September 1996 ebenda) war ein deutscher Staatsbeamter, Diplomat und Träger des schwedischen Wasaordens (KVO 1938). Kageneck wurde vor allem bekannt als enger Mitarbeiter (Adjutant) von Hitlers Vizekanzler und Botschafter Franz von Papen und als Mitglied der jungkonservativen Widerstandsgruppe gegen den Nationalsozialismus in Papens Vizekanzlei, dem „Edgar-Jung-Kreis“.

## Leben und Wirken

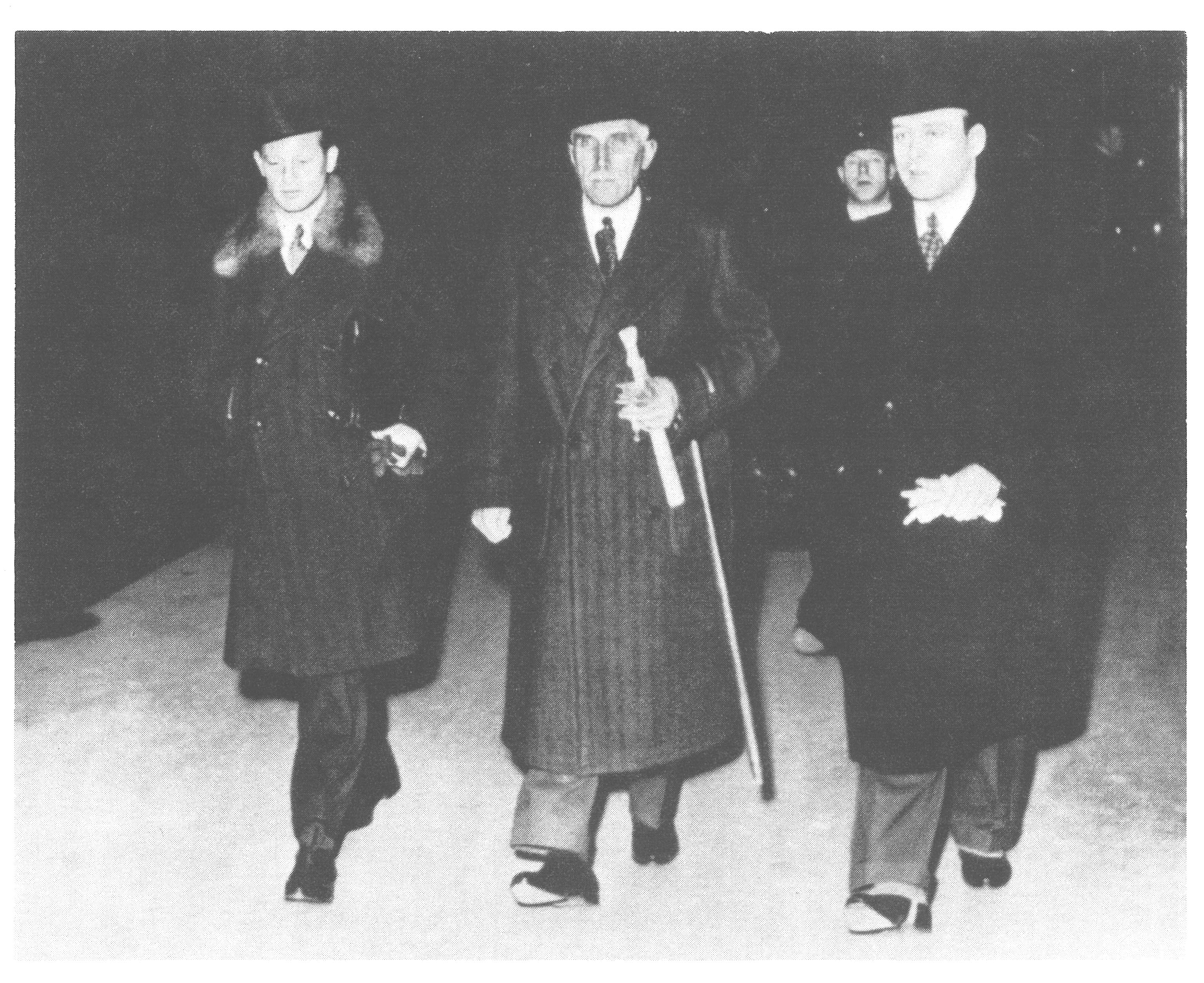
Hans von Kageneck am 21. Februar 1938 rechts neben Franz von Papen und Wilhelm Freiherr von Ketteler auf dem Wiener Hauptbahnhof.

Hans Graf von Kageneck entstammte dem alten Adelsgeschlecht Kageneck. Nach dem Schulbesuch studierte er Wirtschaft an der Universität Freiburg. In der Weimarer Zeit gehörte von Kageneck zu den rechtsgerichteten Gegnern der Weimarer Republik. Im Gegensatz zu den Nationalsozialisten wollte er den bestehenden Staat nicht durch ein populistisches System der Massen ersetzen, sondern durch eine konservative Revolution eine Herrschaft der Eliten errichten. In diesen Vorstellungen traf er sich mit zahlreichen anderen Jungkonservativen wie Edgar Julius Jung, Herbert von Bose, Wilhelm Freiherr von Ketteler, Fritz Günther von Tschirschky und Friedrich Carl von Savigny.
Im Herbst 1933 kam Kageneck als Mitarbeiter in die Kanzlei Franz von Papens, des konservativen Vizekanzlers in der, im Januar desselben Jahres gebildeten, rechten Koalitionsregierung von Adolf Hitler. In der Kanzlei übernahm Kageneck zunächst den Posten des zweiten Adjutanten des Vizekanzlers.
Gemeinsam mit seinen Gesinnungsgenossen arbeitete Kageneck 1933/34 von der – vermeintlich sicheren – Stellung der Vizekanzlei aus daran, den NS-Staat im jungkonservativen Sinne „auf den richtigen Weg“ zu bringen. Ihre Pläne, zur „Kurskorrektur“ sahen vor, gestützt auf die Amtsautorität und die Befehlsgewalt des greisen Reichspräsidenten von Hindenburg über die Streitkräfte, der „nationalen Revolution“ des Jahres 1933 eine zweite, „konservative“ Revolution nachzuschieben. Diese Absichten brachten Kageneck und die anderen „Männer aus der Vizekanzlei“ naturgemäß in Gegensatz zu den völlig andere Ziele verfolgenden nationalsozialistischen Führern.
Während der politischen Säuberungsaktionen vom Juni und Juli 1934 („Röhmputsch“), in deren Zuge Hitler seine parteiinternen Konkurrenten beseitigen ließ, wurde auch die Jung-Gruppe zerschlagen. Während Bose und Jung vor Ort verhaftet bzw. erschossen wurden, wurden Savigny und Tschirschky verhaftet. Kageneck und Ketteler entkamen der Ermordung durch ein Rollkommando der SS (oder Gestapo) nur, weil es ihnen gelang, die Vizekanzlei am betreffenden Tag unerkannt zu verlassen. Kageneck setzte sich danach zunächst nach Schweden ab.
Anfang August 1934 reiste Kageneck in Papens Auftrag nach Gut Neudeck in Ostpreußen, dem Landsitz Hindenburgs, wo er sich von dessen Sohn Oskar zwei versiegelte Umschläge mit dem Testament des Reichspräsidenten übergeben ließ. Nachdem er diese in Berlin Papen übergeben hatte, reichte dieser sie an Hitler weiter. Während der (angeblich) eine Teil dieser Unterlagen, eine Proklamation an das Volk, nach Hindenburgs Tod in der Presse veröffentlicht wurde, ist der andere, ein Schreiben an Hitler, verschwunden geblieben.
Ende 1934 begleitete er Papen auf dessen Bitten nach Österreich, wo dieser nach der Ermordung des österreichischen Kanzlers Dollfuss durch österreichische Nationalsozialisten von Hitler zum deutschen Sonderbotschafter bestellt worden war.
Im Vorfeld des Anschlusses von Österreich an das Deutsche Reich am 12. März 1938 entzogen Kageneck und Ketteler im Februar 1938 die Diplomatenakten Papens über dessen Aktivitäten in Österreich dem Zugriff des deutschen Regimes, indem sie diese an einen sicheren Ort in der Schweiz schafften. Beide kehrten unmittelbar vor dem Einmarsch der deutschen Truppen nach Wien zurück. Während Kageneck noch am 13. März mit der Familie von Papen im Flugzeug nach Berlin abreiste, wurde Ketteler in der Nacht zum 14. März von Agenten des SD verschleppt und zu einem ungeklärten Zeitpunkt ermordet. Kageneck setzte sich, als er davon erfuhr, für einige Wochen nach Schweden ab, um sich dem Zugriff von SD und Gestapo zu entziehen. Ende 1938 schied er offiziell aus dem Reichsdienst aus.
Seit 1939 lebte Kageneck bis zum Ende des Zweiten Weltkrieges, unterbrochen von der zeitweiligen Teilnahme am Krieg im Osten, als Landwirt auf dem Gut seiner Familie in Freiburg im Breisgau, das er um 1942 als Gutsbesitzer übernahm. 1945 wurde Kageneck von Papens Verteidiger Egon Kubuschok als Zeuge beim Nürnberger Prozess gegen die Hauptkriegsverbrecher benannt, er wurde allerdings in der öffentlichen Sitzung am 19. Juni 1946 nicht vernommen, sondern reichte lediglich ein Affidavit ein.
Nach 1945 lebte Kageneck weiterhin als Gutsbesitzer nahe Munzingen bei Freiburg.